# ريتشارد غاينز
ريتشارد غاينز (بالإنجليزية: Richard Gaines)‏ مواليد 23 يوليو 1904 في أوكلاهوما سيتي - الوفاة 20 يوليو 1975 في لوس أنجلوس، كاليفورنيا، هو ممثل أمريكي بدأ مسيرته الفنية سنة 1929. امتدت مسيرته الفنية لأكثر من 33 عاما.

## الأعمال
- كلما زاد العدد زاد المرح
- تعويض مزدوج
- أحبني أو اهجرني
- محاكمة
- بيري ماسون
- ذا دونا ريد شو

## روابط خارجية
- ريتشارد غاينز على موقع IMDb (الإنجليزية)
- ريتشارد غاينز على موقع ألو سيني (الفرنسية)
- ريتشارد غاينز على موقع تيرنر كلاسيك موفيز (الإنجليزية)
- ريتشارد غاينز على موقع أول موفي (الإنجليزية)
- ريتشارد غاينز على موقع قاعدة بيانات برودواي على الإنترنت (الإنجليزية)
- ريتشارد غاينز على موقع قاعدة بيانات الأفلام السويدية (السويدية)
- ريتشارد غاينز على موقع إن إن دي بي (الإنجليزية)
- ريتشارد غاينز على موقع قاعدة بيانات الفيلم (الإنجليزية)
- ريتشارد غاينز على موقع كينوبويسك (الروسية)